# Верность (фильм, 1965)
«Верность» — советский фильм 1965 года, киноповесть военных лет. Первая работа в кино Булата Окуджавы. Сценарий, как выражавший «абстрактный гуманизм», трижды не принимался к постановке и был запущен в производство только после того, как в него была вписана пафосная сцена принятия присяги. Перед показом на Венецианском кинофестивале 1965 года, где фильм получил приз «За лучший дебют», сцена, по настоянию Петра Тодоровского, была удалена. Съёмки проводились в Саратове.

## Сюжет
Действие фильма начинается в ноябре 1943 года после освобождения советскими войсками Киева и продолжается в 1944 году.
Десятиклассник Юра Никитин, узнав о гибели отца, стал курсантом пехотного училища. Как-то во время перерыва в занятиях он и его друг случайно попали в гости к девушке, которая им давно нравилась. Никитин и Зоя полюбили друг друга. Вскоре курсантов, срочно поднятых по тревоге, досрочно отправили на фронт.
Юра вместе с другими солдатами отправляется на передовую. После артиллерийской подготовки они идут в атаку. Во время боя картина фильма останавливается.
В фильме часто звучит мелодия песни «На полянке», написанной в 1944 году, которую исполнял Георгий Виноградов.

## В ролях
- Владимир Четвериков — Юра Никитин, курсант
- Галина Польских — Зоя
- Александр Потапов — Сеня Мурга, друг Юры
- Евгений Евстигнеев — капитан Иван Терентьевич
- Антонина Дмитриева — мать Зои
- Валентина Телегина — женщина с ведром
- Владимир Краснов — Строков
- Георгий Дрозд — командир взвода
- Юрий Соловьёв — лейтенант
- Юрий Ошеров — запевала

## Съёмочная группа
- Авторы сценария: Булат Окуджава, Пётр Тодоровский
- Режиссёр: Пётр Тодоровский
- Операторы: Вадим Авлошенко, Леонид Бурлака, Вадим Костроменко
- Художники-постановщики: Валентин Коновалов, А. Овсянкин
- Композитор: Борис Карамышев
- Звукооператор: В. Курганский

## Награды
- Специальный приз II-го Всесоюзного кинофестиваля (1966 год, Киев) «За разработку современной темы» — режиссёру Тодоровскому П. Е. за фильм «Верность».